# 盧克·博爾頓
盧克·菲利普·博爾頓（英語：Luke Philip Bolton，1999年10月7日—）是一名英格蘭職業足球運動員，司職翼鋒和邊衛，現效力英甲球會沙福特城。

## 球會生涯
博爾頓生於英格蘭斯托克波特，在2018/19英格蘭足球聯賽錦標賽曾代表曼城U21上場參加對巴恩斯利和罗奇代尔的比賽，並入選曼城欧洲冠军联赛參賽球員名單。2019年1月23日英格蘭聯賽盃半決賽次回合對伯顿阿尔比恩的比賽，他入選了替補名單但沒有上場。翌日他被外借到韦康比流浪者至季末。1月26日他首次在英格兰足球联赛上場，參加以1-0擊敗/普利茅斯的比賽。
2019/20球季，他被外借到卢顿整個賽季，期間他通常擔任邊後衛而非他最擅長的翼鋒。之後的2020/21賽季被外借到蘇格蘭足球超級聯賽球會邓迪联。2020年12月19日，博爾頓打進職業生涯首顆進球，助球隊追成1-1戰平希伯尼安。
2022年1月，他與英乙球會沙福特城簽約轉投，效力至2024年6月，他表示選擇沙福特城是因為希有穩定比賽時間。2月8日對瑟頓聯的比賽，他首次在新球隊上場，在80分鐘以替補身份換入。

## 國家隊生涯
博爾頓曾代表英格英格蘭U20參加土倫盃國際足球錦標賽。

## 榮譽
英格蘭U20
- 土倫盃國際足球錦標賽：2017[5]